# 廖沫沙
廖 沫沙（りょう まつさ、1907年1月16日 - 1990年12月27日）は、中華人民共和国の作家本名は廖家権。筆名は繁星。代表作に『餘燼集』。

## 略歴
1907年1月16日、廖沫沙は江蘇省の軍人の家庭に生まれた。その後、家族を連れて湖南省長沙府に引っ越した。1919年に長沙県立高等小学に入学した。
1922年に長沙師範学院に入学し、湖南学生連合会秘書幹事に当選。
1930年、中国共産党に入党。
1934年の冬に逮捕され、1936年に刑務所を出た。
1938年から1949年まで重慶市、香港などで新聞の編集をしていた。
1949年6月、廖沫沙は北京に転入された。
文化大革命で受けた攻撃も激しかったが、文革後、全国政協委員、北京市政協副主席など多くの要職に復帰した。
1990年12月27日、北京市で病気のため死去した。83歳。

## 作品
- 『鹿馬伝』
- 『分陰集』
- 『紙上談兵録』
- 『廖沫沙雜文集』
- 『餘燼集』
- 『廖沫沙文集』